# منطقة كولمباخ
مِنْطَقَة كولمباخ (بالألمانية: Landkreis Kulmbach) هي دائرة ألمانية تابعة لمحافظة فرانكونيا العليا في ولاية بافاريا في ألمانيا. بمساحة تقدر بحوالي 656 كم².

## توأمة
لمنطقة كولمباخ اتفاقيات توأمة مع كل من:
- شارلوتنبورج فيلمسدورف
- Wilmersdorf  [لغات أخرى]‏

## وصلات خارجية
- الصّفحة الرّسميّة لكولمباخ (بالألمانية)